# Desa Kepek (administrativ by i Indonesien, lat -8,05, long 110,51)
Desa Kepek är en administrativ by i Indonesien.   Den ligger i provinsen Yogyakarta, i den västra delen av landet, 500 km sydost om huvudstaden Jakarta.